# Nikodije Lunjevica
Nikodije Lunjevica (cirílico sérvio: Никодије Луњевица) foi um tenente de cavalaria do Exército Real Sérvio e irmão de Draga Mašin, a Rainha consorte do Rei Alexandre I do Reino da Sérvia.

## Biografia
Nikodije nasceu em 1881 em Gornji Milanovac, então Principado da Sérvia. Nikodije era o segundo filho de Panta Lunjevica , prefeito da área de Aranđelovac, e de sua esposa Anđelija ( nascida Koljević). Ele era um dos sete irmãos. Ele tinha um irmão Nikola, e cinco irmãs, Draga, Hristina, Đina, Ana e Vojka. A mãe de Nikodije era dipsomaníaca e seu pai morreu em um asilo para lunáticos. Nikodije era neto de Nikola Lunjevica , parente da princesa Ljubica da Sérvia e camarada próximo de seu marido, o príncipe Miloš.
Após o casamento de sua irmã Draga com o rei Alexander Obrenović, Nikodije e seu irmão Nikola avançaram rapidamente na hierarquia do exército sérvio devido às suas relações com Draga e eram conhecidos por seu comportamento arrogante para com outros oficiais. Como o rei Alexandre e a rainha Draga não tinham herdeiros, Nikodije foi considerado o potencial herdeiro do trono sérvio, embora também se considere que o único pensamento de Draga era "de que maneira ela usará a influência que ela teve sobre o jovem rei, para poder entregar a Sérvia à fúria despótica do seu irmão".  Nikodije estava quase sempre na presença do casal real e o rei Alexandre teve que suportar vigaristas que se dirigiam a Nikodije com "Sua Alteza". 
Ele foi morto sob as ordens de seu ex-colega de classe Vojislav Tankosić no Golpe de Maio, que pôs fim à dinastia Obrenović , junto com sua irmã Draga, irmão Nikola e o rei Alexandre. Por causa de todas as humilhações anteriores do exército e do povo, desde o momento da prisão até a execução, Tankosić dirigiu-se ironicamente a Nikodije e Nikola com "Vossa Alteza". 
Lunjevica, juntamente com a sua família, está sepultado no Mosteiro de Vujan.

## Obras
Nikodije Lunjevica foi interpretado por Aleksandar Srećković na minissérie sérvia de 1995, The End of the Obrenović Dynasty. 